# Robiquetia rosea
Robiquetia rosea là một loài thực vật có hoa trong họ Lan. Loài này được (Lindl.) Garay miêu tả khoa học đầu tiên năm 1972.